# Nechako Lakes (circonscription britanno-colombienne)
Pour les articles homonymes, voir Nechako.
Circonscription électorale provinciale du Canada
Nechako Lakes est une circonscription provinciale de la Colombie-Britannique représentée à l'Assemblée législative de la Colombie-Britannique depuis 2009.

## Géographie
En 2020, la circonscription représente les villes de Fort St. James, Houston, Vanderhoof, Burns Lake et Fraser Lake, ainsi que les communautés de Takysie Lake, Endako, Topley (en), Granisle, Fort Babine (en), Bulkley House, Old Hogem et Manson Creek (en).

## Liste des députés
| Législature                                                  | Années                                                       | Député                                                       | Député                                                       | Parti                                                        |
| Nechako Lakes Circonscription issue de Prince George-Omineca | Nechako Lakes Circonscription issue de Prince George-Omineca | Nechako Lakes Circonscription issue de Prince George-Omineca | Nechako Lakes Circonscription issue de Prince George-Omineca | Nechako Lakes Circonscription issue de Prince George-Omineca |
| ------------------------------------------------------------ | ------------------------------------------------------------ | ------------------------------------------------------------ | ------------------------------------------------------------ | ------------------------------------------------------------ |
| 39e                                                          | 2009–2013                                                    |                                                              | John Rustad                                                  | Libéral                                                      |
| 40e                                                          | 2013–2017                                                    |                                                              | John Rustad                                                  | Libéral                                                      |
| 41e                                                          | 2017–2020                                                    |                                                              | John Rustad                                                  | Libéral                                                      |
| 42e                                                          | 2020–2022                                                    |                                                              | John Rustad                                                  | Libéral                                                      |
| 42e                                                          | 2022-2023                                                    |                                                              | John Rustad                                                  | Indépendant                                                  |
| 42e                                                          | 2023-2024                                                    |                                                              | John Rustad                                                  | Conservateur                                                 |
| 43e                                                          | 2024–en cours                                                |                                                              | John Rustad                                                  | Conservateur                                                 |